# Oscar 1996

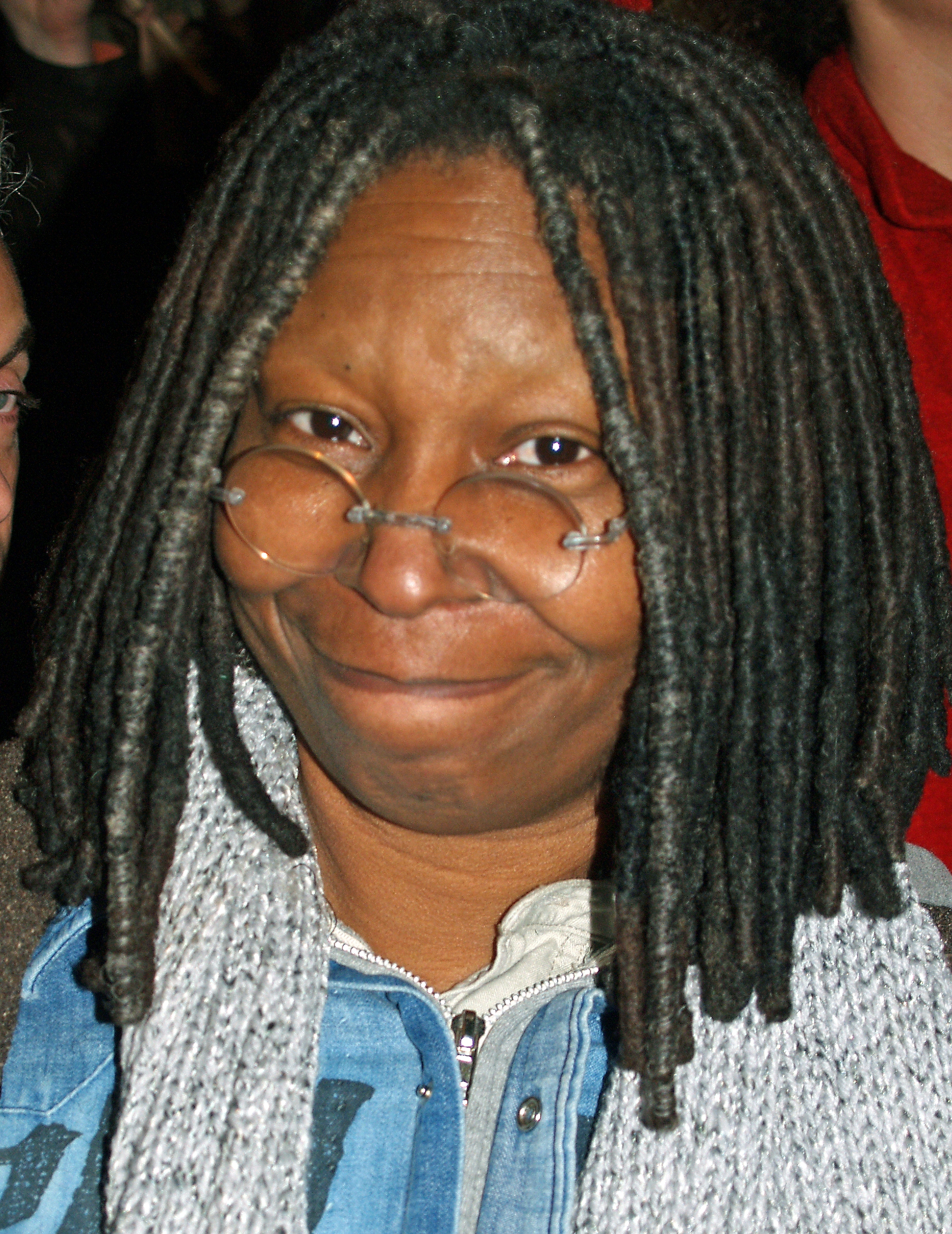
Whoopi Goldberg abriu o 68º Oscar em 1996.

Lista com os vencedores e indicados do Oscar de 1996, a 68.ª edição do prêmio, cuja cerimônia ocorreu no dia 25 de março do referido ano no Dorothy Chandler Pavilion, em Los Angeles, California.

## Melhor Filme
Braveheart 
- Apollo 13
- Babe
- Il Postino
- Sense and Sensibility

## Melhor Montagem
Apollo 13 - Dan Hanley e Mike Hill
- Babe - Marcus D'Arcy e Jay Friedkin
- "Braveheart - Steven Rosenblum
- Crimson Tide - Chris Lebenzon
- Seven - Richard Francis-Bruce

## Melhor Diretor
Braveheart - Mel Gibson 
- Babe - Chris Noonan
- Dead Man Walking - Tim Robbins
- Leaving Las Vegas - Mike Figgis
- Il Postino - Michael Radford

## Melhor Ator
Leaving Las Vegas - Nicolas Cage 
- Dead Man Walking - Sean Penn
- Il Postino - Massimo Troisi
- Mr. Holland's Opus - Richard Dreyfuss
- Nixon - Anthony Hopkins

## Melhor Atriz
Dead Man Walking - Susan Sarandon 
- Sense and Sensibility - Emma Thompson
- Leaving Las Vegas - Elisabeth Shue
- Casino - Sharon Stone
- The Bridges of Madison County - Meryl Streep

## Melhor Ator Coadjuvante
The Usual Suspects - Kevin Spacey 
- Apollo 13 - Ed Harris
- Babe - James Cromwell
- Rob Roy - Tim Roth
- 12 Monkeys - Brad Pitt

## Melhor Atriz Coadjuvante
Mighty Aphrodite - Mira Sorvino 
- Apollo 13 - Kathleen Quinlan
- Sense and Sensibility - Kate Winslet
- Nixon - Joan Allen
- Georgia - Mare Winningham

## Melhor Roteiro Original
The Usual Suspects - Christopher McQuarrie 
- Braveheart - Randall Wallace
- Mighty Aphrodite - Woody Allen
- Nixon - Oliver Stone , Christopher Wilkinson e Stephen J. Rivele
- Toy Story - Joss Whedon , Andrew Stanton, Joel Cohen, Alec Sakolow, John Lasseter, Pete Docter e Joe Ranft

## Melhor Roteiro Adaptado
Sense and Sensibility - Emma Thompson 
- Apollo 13 - Al Reinert e William Broyles Jr.
- Babe - George Miller e Chris Noonan
- Leaving Las Vegas - Mike Figgis
- Il Postino - Michael Radford , Anna Pavignano, Furio Scarpelli, Giacomo Scarpelli e Massimo Troisi

## Melhor Filme de Língua Estrangeira
Antonia - Países Baixos (Marleen Gorris)
- Lust och fägring stor - Suécia (Bo Widerberg)
- Poussières de vie - Argélia (Rachid Bouchareb)
- O Quatrilho - Brasil (Fábio Barreto)
- L'uomo delle stelle - Itália (Giuseppe Tornatore)

## Melhor Figurino
Restoration - James Acheson 
- Braveheart - Charles Knode
- Sense and Sensibility - Jenny Beavan, John Bright
- 12 Monkeys - Julie Weiss
- Richard III - Shuna Harwood

## Melhor Efeitos Especiais
Babe - Scott E. Anderson , Charles Gibson , Neal Scanlan e John Cox 
- Apollo 13 - Robert Legato, Michael Kanfer, Leslie Ekker, Matt Sweeney

## Melhor Som
Apollo 13 - Rick Dior , Steve Pederson , Scott Millan e David MacMillan 
- Braveheart - Andy Nelson, Scott Millan, Anna Behlmer, Brian Simmons
- Batman Forever - Donald Mitchell, Frank Montano, Michael Herbick, Peter Hliddal
- Crimson Tide - Kevin O'Connell, Rick Kline, Gregory Watkins, William Kaplan
- Waterworld- Steve Maslow, Gregg Landaker, Keith Wester

## Melhor Trilha Sonora - Drama
Il Postino - Luis Enríquez Bacalov 
- Sense and Sensibility - Patrick Doyle
- Apollo 13 - James Horner
- Braveheart - James Horner
- Nixon - John Williams

## Melhor Trilha Sonora - Comédia / Musical
Pocahontas - Alan Menken e Stephen Schwartz
- Sabrina - John Williams
- The American President - Marc Shaiman
- Toy Story - Randy Newman
- Unstrung Heroes - Thomas Newman

## Melhor Canção Original
Colors of the Wind - Pocahontas - Alan Menken e Stephen Schwartz
- Dead Man Walkin' - Dead Man Walking - Bruce Springsteen
- Have You Ever Really Loved a Woman? - Don Juan DeMarco - Michael Kamen, Bryan Adams, Robert John Lange
- Moonlight - Sabrina - John Williams, Alan Bergman, Marilyn Bergman
- You've Got a Friend in Me - Toy Story - Randy Newman